# Christopher Gunning
Christopher Gunning (født 5. august 1944 i Cheltenham, England, død 24. marts 2023) var en engelsk komponist.
Gunning studerede komposition på Guildhall School of Music hos Edmund Rubbra og Richard Rodney Bennett. Han skrev 12 symfonier, orkesterværker, kammermusik, koncertmusik. Han havde tillige stor succes med at komponere filmmusik og skrev bl.a. musik til tv-serien om detektiven Hercule Poirot.
Han var blandt de vigtige komponister i nyere tid i England. Mange af hans orkesterværker og symfonier er blevet opført og indspillet på cd.

## Udvalgte værker
- Symfoni nr. 1 (2002) - for orkester
- Symfoni nr. 2 (2003) - for orkester
- Symfoni nr. 3 (2005) - for orkester
- Symfoni nr. 4 (2007) - for orkester
- Symfoni nr. 5 (2009) - for orkester
- Symfoni nr. 6 (2014) - for orkester
- Symfoni nr. 7 (2014) - for orkester
- Symfoni nr. 8 (2015-2016) - for orkester
- Symfoni nr. 9 (2016) - for orkester
- Symfoni nr. 10 (2016) - for orkester
- Symfoni nr. 11 (2017) - for orkester
- Symfoni nr. 12 (2018) - for orkester
- Hercule Poirot - filmmusik